# Beta Trianguli Australis

Mapa de constelaciones de la Unión Astronómica Internacional donde se puede ver Beta Trianguli Australis.

Beta Trianguli Australis (β TrA / HD 141891 / HR 5897), ocasionalmente llamada Betria, es la segunda estrella más brillante de la constelación del Triángulo Austral —después de Atria (α Trianguli Australis)— con magnitud aparente +2,83. Se encuentra relativamente cercana al sistema solar, a una distancia de 40 años luz.
Aunque catalogada a veces como gigante o subgigante, Beta Trianguli Australis se halla a medio camino en su etapa como estrella de la secuencia principal. De tipo espectral F1V y 7220 K de temperatura, brilla con una luminosidad 8,5 veces mayor que la del Sol.
Tiene un diámetro un 90% más grande que el diámetro solar y gira sobre sí misma con una velocidad de rotación no inferior a 92 km/s, siendo su período de rotación inferior a 1 día.
Su masa se estima en 1,65 masas solares.
El análisis elemental de Beta Trianguli Australis muestra diferencias significativas al compararlo con el del Sol. Por una parte, el oxígeno es aparentemente «sobreabundante» ([O/H] = +0,11), lo mismo que sucede en el caso de vanadio y cobalto ([Co/H] = +0,45).
Especialmente notable es el caso del europio, cinco veces más abundante que en el Sol.
Pero en general muchos elementos —entre ellos sodio y calcio— tienen valores comparables a los del Sol y, de hecho, las abundancias relativas de la mayor parte de los elementos están por debajo de los valores solares.
Esto se observa para níquel, cromo, hierro, manganeso y zinc; en este último caso su contenido es menos de un tercio del encontrado en el Sol.
Existe una compañera visual de magnitud +13,2 a 155 segundos de arco que puede constituir un sistema binario amplio con Beta Trianguli Australis, o simplemente ser una compañera óptica.